# Shrek Forever After (joc)
Shrek Forever After, cunoscut și ca Shrek 4 sau Shrek Forever After: The Final Chapter, este un joc de acțiune și aventură creat pe baza celebrului desen animat cu același nume. A  fost lansat pe 18 mai 2010 în America de Nord.

## Gameplay
Shrek Forever After este un joc de acțiune și aventură care se bazează pe intrigă filmului cu același nume. În joc, jucătorii au posibilitatea să aleagă să joace ca Shrek, Fiona, Măgar sau Pisica în cizme. Jocul oferă și o opțiune de multiplayer, care permite până la patru jucători să se bucure de experiența de joc împreună. Pe parcursul jocului, eroii pot explora diferite lumi și pot rezolva puzzle-uri pentru a-și continua aventura. 

## Evaluări și opinii
Shrek Forever After a primit recenzii mixte din partea presei și criticilor. Revista oficială Xbox a citat scăderea ratei cadrelor și nivelurile plictisitoare ca fiind defecte ale jocului, dar totuși criticul a acordat un scor de 80%. Pe de altă parte, Gaming Nexus a concluzionat că Shrek Forever After este un joc de aventură orientat spre familie, care se menține fidel tipului genului de la început până la sfârșit. Jucătorii mai tineri se vor bucura din plin de aventură, iar jucătorii mai în vârstă nu vor fi prea enervați dacă trebuie să privească sau să se joace împreună.
Pe de altă parte, IGN a dat versiunii iOS a jocului un scor de 6 din 10. Criticul a evidențiat problemele de control și lipsa de varietate în gameplay, dar a apreciat că jocul oferă o experiență plăcută pentru fanii seriei Shrek.